# Choloma
Choloma (uit het Nahuatl: "Vocht van de maguey") is een stad en gemeente (gemeentecode 0502) in het departement Cortés in Honduras. Mede door de aanwezigheid van vele sweatshops (Spaans: maquilas) is het een belangrijke industriestad. Met haar 250.000 inwoners is het de derde grootste stad van het land.

## Geschiedenis
De Spaanse conquistador Hernán Cortés schreef in 1525 in zijn vijfde brief aan koning Karel I van Spanje dat er in dit gebied een Maya-dorp lag met de naam Tholomac. Dit betekent "Helling onderaan de vallei". De Maya's leefden van de landbouw en de handel.
In 1536 kwam Pedro de Alvarado in het gebied aan. Op dat moment heette het opperhoofd van Tholomac Cicumba. Nadat De Alvarado de inheemse stammen in Quimistan onder controle had gebracht, viel hij de stellingen van Cicumba aan en veroverde deze. Hij nam Cicumba gevangen en executeerde hem. Daarna raakten de inheemse dorpen in verval.
In hetzelfde gebied lag een dorp met de naam Santa María de Candelaria, dat beheerd werd door de Franciscanen. Het was een belangrijke doorgangsplaats tussen Comayagua en de haven van Omoa. Aan het eind van de 17e eeuw vielen de inwoners van Santa María de Candelaria het inheemse dorp Tholomac aan en vernietigden het. De reden hiervoor is onbekend.
In 1739 werd Santa María de Candelaria zelf aangevallen en vernietigd, door Los Sambos. Dit was een revolutionaire groepering die onafhankelijkheid van Spanje beoogde. Daarop trokken de inwoners weg en stichtten even verderop een nieuw dorp dat ze Choloma noemden. Hierin komt de oude naam Tholomac terug.
Het dorp maakte deel uit van de gemeente San Pedro Sula, tot het in 1894 een zelfstandige gemeente werd. Deze kreeg de naam El Paraíso. In 1905 overleden veel mensen aan de gele koorts. Velen van hen liggen begraven in een plaats die Trincheras wordt genoemd. In 1933 werd de naam van de gemeente terug veranderd in Choloma.

## Economie
In de koloniale tijd was in het gebied vooral de landbouw belangrijk. Deze werd echter belemmerd door de vele overstromingen. Halverwege de 19e eeuw werden de eerste zaden van de bananenplant vanuit Jamaica overgebracht. Hierop ontstonden grote bananenplantages, met name na de komst van de New York Tropical Agricultural Company. Er werd een spoorlijn aangelegd om de bananen te kunnen exporteren. Deze verbond Choloma met San Pedro Sula en Puerto Cortés.
Aan het begin van de 20e eeuw werd de teelt van suikerriet geïntroduceerd. In 1919 werd in La Lima een suikerfabriek gebouwd. Alle suikerriet die in de gemeente Choloma geteeld werd, werd daar verwerkt.
In 1936 ging een groot deel van de bananenoogst verloren door de Zwarte Sigatokaziekte en de Panamaziekte. Hierop verplaatste de New York Tropical Agricultural Company haar activiteiten naar Zuid-Amerika. Daarop begonnen de boeren vooral vee te houden en citrusvruchten te telen. In de jaren '50 werd tevens de export van hout belangrijk.
Tegenwoordig zijn grote delen van de gemeente als belastingvrije zone aangewezen. Daardoor hebben zich hier veel sweatshops (Spaans: maquilas) gevestigd. Hierdoor is Choloma een belangrijke industriestad geworden. Sociale organisaties protesteren tegen de arbeidsomstandigheden in deze maquilas.

## Ligging
Choloma ligt in het noordwesten van de Vallei van Sula. In het westen van de gemeente, waar de Cordillera del Merendón begint, loopt de hoogte op tot 500 à 1000 meter. In het oosten loopt het terrein af naar 40 meter hoogte. De laaggelegen delen zijn moerassig. Hier vinden veel overstromingen plaats, wat de landbouw bemoeilijkt.
De lage delen maken 65% van de gemeente uit. De gond bestaat hier voor 70% uit klei. Het water zit tot 110 cm diep. De grond is geschikt voor de verbouw van oliepalm, suikerriet, maïs en rijst. In de hogere delen bestaat de grond voor 50% uit klei. De grondwaterdiepte bedraagt hier 20 tot 150 cm. Deze grond is geschikt voor citrusvruchten, veeteelt, groenten, plataan en sorghum.
In de gemeente is niet veel bos meer. In 1974 heeft de orkaan Fifi een groot deel van het bos verwoest. Ook heeft er veel ontbossing door mensen plaatsgevonden.
Binnen de grenzen van de gemeente ligt het Meer van Ticamaya (Laguna de Ticamaya).

## Klimaat
Choloma ligt in een vochtig tropisch klimaat. De temperatuur varieert van 17°C tot 34°C. Er bestaat een warm, droog seizoen van januari tot juni, en een koeler regenseizoen van juli tot september. De wind komt uit het noorden of noordoosten, met een gemiddelde snelheid van 14 km/u. In februari en oktober voelt Choloma de effecten van tropische hogedrukgebieden in de Caraïbische Zee.

## Bevolking
De bevolking is als volgt verdeeld:
| Vrouwen | 129.714 | 52% |
| Mannen  | 119.503 | 48% |

## Dorpen
De gemeente bestaat uit 41 dorpen (aldea), waarvan de grootste qua inwoneraantal: Choloma (code 050201), La Jutosa (050221 en Quebrada Seca (050232).

## Voorzieningen
In de gemeente Choloma functioneren 74 onderwijsinstellingen. Hiervan zijn 61 publiek en 13 privaat:
- 19 kleuterscholen
- 51 basisscholen
- 3 middelbare scholen
- 1 avondschool

In 2004 is er een nieuw ziekenhuis geopend.

## Dorpen en wijken
De gemeente Choloma is ingedeeld in 5 sectoren die op hun beurt weer zijn opgedeeld in dorpen of wijken:
| Sector Los Bajos | Sector Los Bajos | Sector Los Bajos | Sector Los Bajos |
| --- | --- | --- | --- |
| - Agua Prieta - Banderas - Brisas Del Norte - Col. Magnolia - COPECO BID - El Higüero - El Porvenir                                                                              | - Guanacaste - Jardines del Norte - La Danta - La Davis - La Funez - La Gálvez - La Lechuga | - La Protección - La Unión - La Venta - Las Delicias - Las Garzas - Los Caraos - Lupo Viejo | - Montañuela - Monterrey - Poza Del Riel - Tibombo - Ticamaya - Waller Adentro - Waller Bordo |
| Sector Sur | | | |
| - B. Trincheras - Col. Altos De Santa Fe - Col. Armando Gale #2 - Col. Edilberto Zolano - Col. Éxitos De ANACH #1 - Col. Éxitos De ANACH #2 - Col. Fe Y Esperanza - Col. Godoy   | - Col. Inés Carranza Barnica - Col. La Primavera - Col. La Unidad - Col. Las Colinas - Col. Las Pilas - Col. Las Torres - Col. Libertad De Anach - Col. Lomas De Las Cascadas                                       | - Col. López Arellano - Col. San Francisco Del Ceibon - Col. San Miguel - Col. Santa Fe Central - Col. Santa Fe Sur - Col. Sinor - Col. Trincheras - Col. Valle De Sula                                            | - Col. Victoria - Col. Vista Hermosa #1 - Col. Vista Hermosa #2 - Res. Cerro Verde - Res. Las Cascadas - Res. Las Colinas - Res. Lomas De Las Cascadas - Res. Quintas San Miguel                    |
| Sector Centro | | | |
| - B. Abajo - B. Arriba - B. El Banco - B. El Centro - B. El Chaparro - B. El Guayabal - B. El Naranjal - B. Primavera - B. San Antonio - Col. A.D.H.E. - Col. Anexo Al Manantial | - Col. Armando Gale #1 - Col. Bella Vista - Col. Bellas San Antonio - Col. Canadá - Col. Coco Norte - Col. Coco Sur - Col. El Manantial - Col. Granja #1 - Col. Granja #2 - Col. Japón - Col. Jardines Del Campo #1 | - Col. Jardines Del Campo #2 - Col. La Curva - Col. La Mora - Col. Las Lomas - Col. Loma Verde - Col. Los Leones - Col. Los Profesionales - Col. Monte Hebron - Col. Prado Norte #1 - Col. Prado #2 - Col. Rubí #1 | - Col. Rubí #2 - Col. Santa Fe - Col. Sato - Col. Sierra Verde - Col. Villa Cecilia - Lot. Reparto San José - Res. América - Res. Ciudad Jardín - Res. Europa - Res. San Carlos - Urbanización 2000 |
| Sector Norte | | | |
| - B. Concepción - B. Pueblo Nuevo - Boquitas Y Morales - Col. 11 De Abril - Col. 19 De Septiembre - Col. Brisas De Chamelecon #1 - Col. Brisas De Chamelecon #2                  | - Col. CARE - Col. Ceden - Col. García - Col. INFOP - Col. Los Almendros - Col. Mississippi - Col. Pagan | - Col. San Francisco - Col. Twana - Los Laureles - Quebrada Seca - Res. Bosques de Choloma - Res. Los Prados - Río Bijao                                                                                           | - Río Blanquito - Río Nance - San Antonio - San José |
| Sector de Omoa | | | |
| - Brisas De San Antonio - Buena Vista El Rancho - Buenos Aires California - Buenos Aires Chachaguala - Cerro Negro - Chorreron                                                   | - El Barrial - El Porvenir - El Rancho - El Tamarindo - La Jutosa - Las Flores | - Maria Y Planes - Nueva Ceibita - Ocotillo Occidental - Palma Real - Portillo #2 - San Antonio de Las Quebradas                                                                                                   | - San Isidro - San Marcos Del Majaine - Santa Marta |

## Burgemeesters
Lijst van burgemeesters van Choloma:
| - 1894: José María Cobas B. - 1895: Jesús Urbina - 1896: Ángel Vaquero - 1902: José D. Portocarrero - 1903: Pedro Hernández - 1916: Alonso G. Urbina - 1917: Pedro Alemán - 1918: Justiniano Aguiluz - 1919: Dionisio Ortega - 1920: Pablo Reyes - 1927: Ildefonso Martínez - 1928: Pablo Reyes - 1929: Guillermo Mayes - 1931: Pablo Reyes - 1932: José Cándido Mejía - 1933: Pablo Reyes - 1934: José María Galdámez |  | - 1935: Máximo Zúñiga - 1936: Carmen Bardales - 1937: Eduardo Ramos - 1938: Roque Moreira - 1943: Raimundo Tejada - 1944: Juan Martínez - 1945: Ernesto Tejada - 1946: Rafael García Caballero - 1947: Roque Matta - 1948: Luciano Hernández Henríquez - 1950: Roque Matta - 1954: Jacinto Medina R. - 1955: Jesús Alcacer - 1959: Selvin Peña - 1962: Manuel Pagan Lozano - 1964: Leopoldo Aguilar Cantarero - 1965: Arnold Alcacer |  | - 1966: Luciano Hernández Henríquez - 1969: Juan Pagan Lozano - 1971: Manuel Pagan Lozano - 1973: Fausto Deras Velásquez - 1976: Circuncisión Hernández Cruz - 1980: Miguel Ángel Alvarado - 1982: Blanca Aída Reyes Contreras - 1984: Rómulo Castellón Casco - 1986: Julio César Yánez Cerna - 1987: Blanca Alicia Milla Vda. de Yáñez - 1990: Gustavo Adolfo Torres - 1994: José Armando Gale - 1998: José Armando Gale - 2002: Sandra Derás Rivera - 2006: Leopoldo Crivelli |